# Annika Widholm

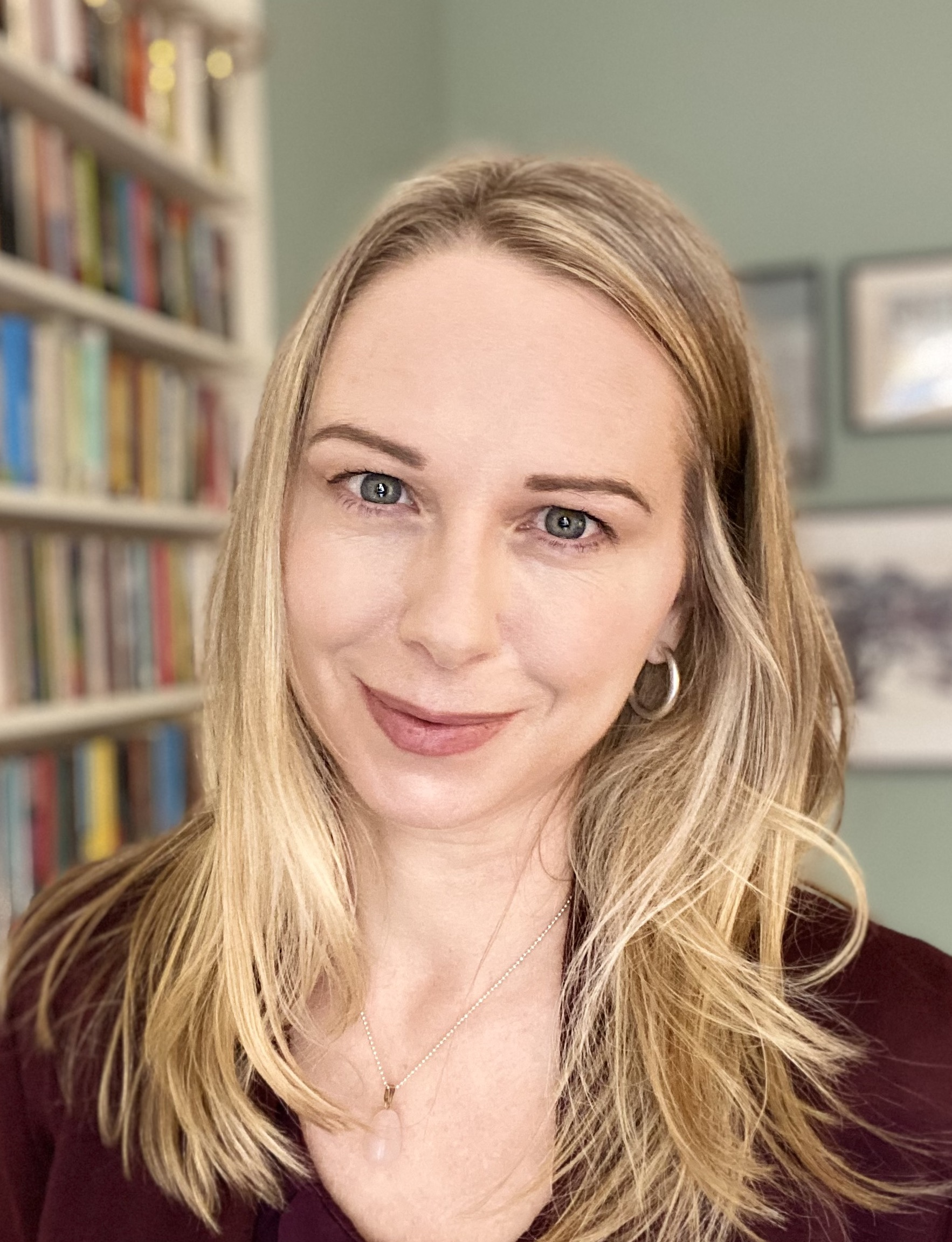

Annika Widholm, född 1975, är en svensk författare bosatt i Stockholm. Hon debuterade 2010 och har sedan dess skrivit en rad böcker för både barn och vuxna.